# علي عمر (لاعب كرة قدم أفغاني)
البيسطو (10ماي 2007 - بسطيف ) .لاعب كرة قدم جزائري